# Romalea microptera
Genre
Espèce
Synonymes
- Gryllus guttata Stoll, 1813
- Dictyophorus reticulatus Thunberg, 1815
- Acridium micropterum Palisot de Beauvois, 1817
- Romalea marci Serville, 1838
- Rhomalea gigantea Burmeister, 1838
- Romalea gloveri Kirby, 1910

Romalea microptera, unique représentant du genre Romalea, est une espèce d'insectes orthoptères de la famille des Romaleidae.

## Distribution
Cette espèce est endémique du Sud-Est des États-Unis.

## Description

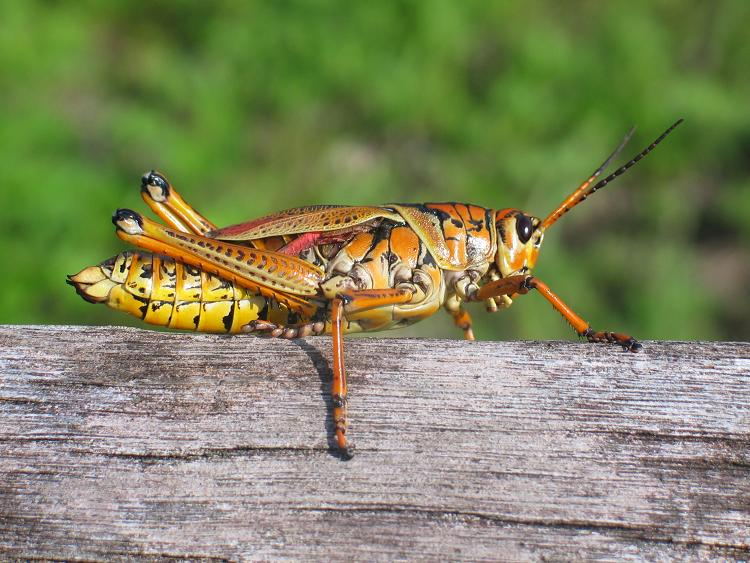
Romalea microptera

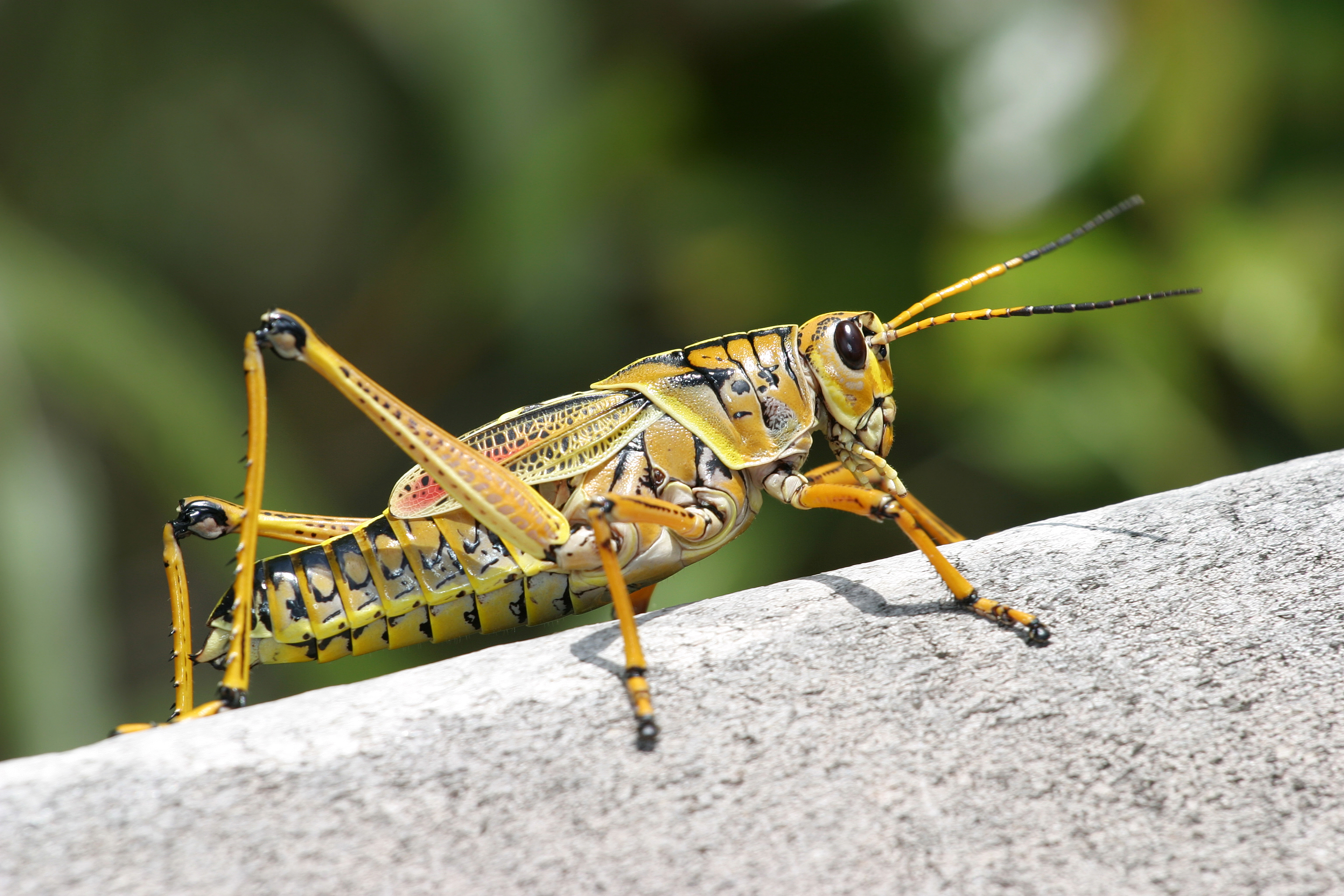
Romalea microptera

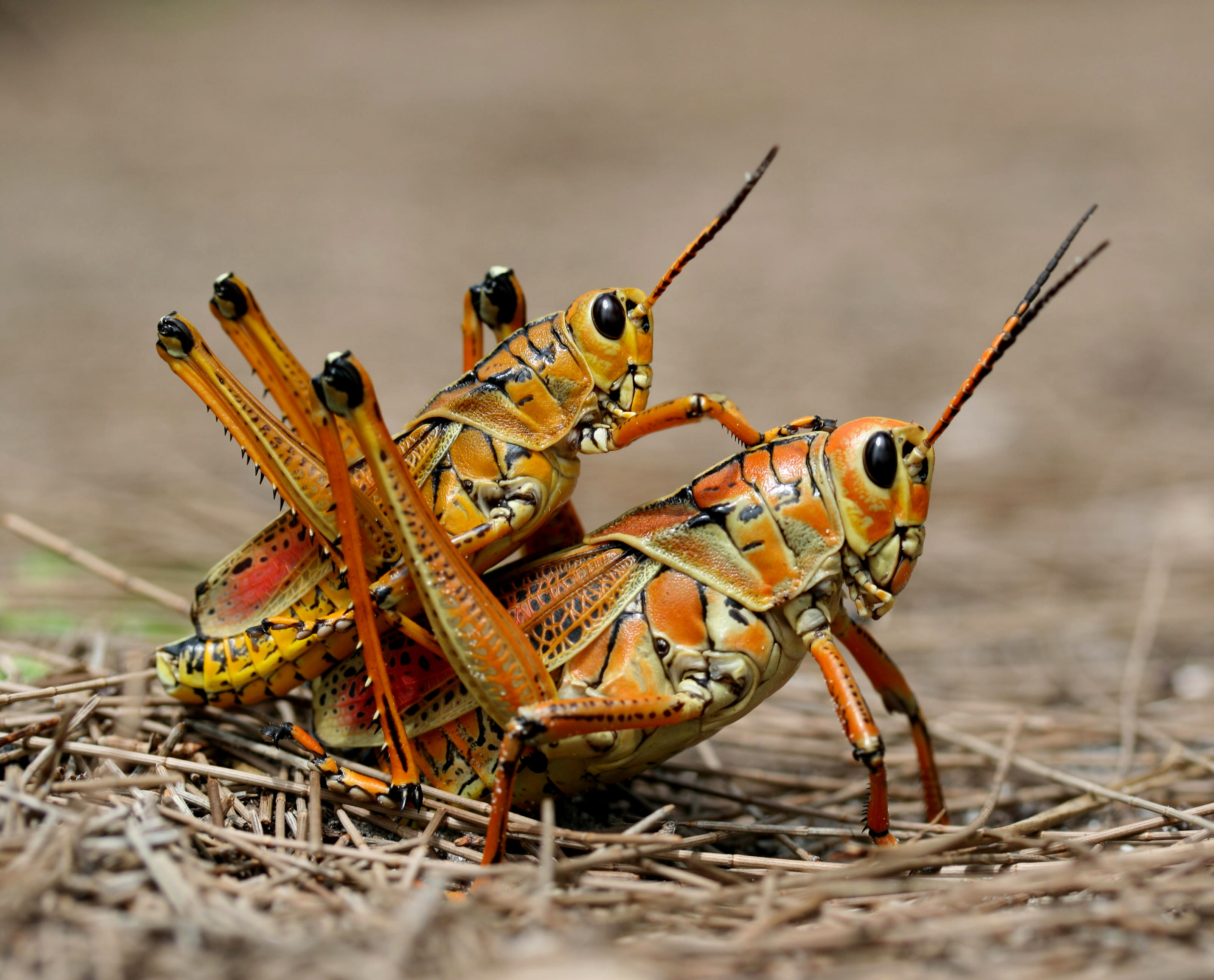
Romalea microptera

L'espèce est facilement identifiable par ses couleurs et sa grande taille (8 cm). Le criquet américain est incapable de voler à cause de ses ailes atrophiées. Il pratique donc la marche et le saut sur de courtes distances.

## Systématique et taxinomie
Cette espèce a été décrite sous le protonyme Acridium micropterum par Palisot de Beauvois en 1817.
Elle a été appelée Romalea guttata quand on a découvert que Acridium micropterum avait été publié en 1817 et pas en 1805. Romalea microptera est considéré comme un nomen protectum (en) (nom zoologique protégé).
Ce genre a été décrit par l'entomologiste Jean Guillaume Audinet-Serville en 1831.

## Publications originales
- Beauvois, 1817 : Insectes recueillis en Afrique et en Amérique dans les royaumes d'Oware, à Saint-Domingue et dans les États-Unis pendant les années 1786-1797. vol. 4.
- Serville, 1831 : Revue méthodique des insectes de l'Ordre des Orthoptères. Annales des Sciences Naturelles, Paris, vol. 22, p. 262–292.